# Носовые согласные
Носовы́е согла́сные образуются при помощи опущенного мягкого нёба, при котором воздух проходит через нос. Ротовая полость по-прежнему служит в качестве резонансной полости для создания звука, но воздух проникает не через рот, поскольку он блокируется губами или языком, а через нос. Другие виды согласных также могут быть назализованы.

## Определение
Акустически, все носовые взрывные являются сонорными, то есть они не препятствуют выходу воздуха, и практически всегда звонкие. Среди исключений — исландский, уэльский и бирманский языки, в которых имеются глухие носовые согласные (ср. взрывные, которые полностью препятствуют выходу воздуха, и фрикативные, при артикуляции которых воздух проходит через узкий проход. Как взрывные, так и фрикативные чаще являются глухими, чем звонкими, и известны также как придыхательные (или обструенты)).
Однако по способу образования носовые являются также взрывными, так как поток воздуха через рот при их артикуляции полностью исключён. Тот факт, что прохождение воздуха через нос, что свойственно артикуляции сонорных, возникает одновременно с возникновением препятствия для воздуха во рту, означает, что носовые взрывные обладают одновременно свойствами сонорных и придыхательных согласных. Ради описания их акустических свойств их обычно считают сонорными, но во многих языках они могут происходить из взрывных или сочетаться с ними.
В акустике, носовые согласные находятся в диапазоне около 200 и 2000 Герц.
Возможно, только 2,3 % всех языков не имеют носовых согласных. Это позволило некоторым учёным предположить, что все языки мира имеют, по крайней мере, один главный носовой согласный.
| МФА | Описание | SAMPA |
| --- | --- | ----- |
| [m] | звонкий билабиальный согласный |       |
| [ɱ] | звонкий лабиодентальный согласный | [F]   |
| [n̪] | зубной носовой согласный | [n_d] |
| [n] | альвеолярный или зубной носовой согласный: см. Альвеолярный носовой согласный |       |
| [ɳ] | звонкий ретрофлексный, распространённый в индийских языках | [n`]  |
| [ɲ] | звонкий Палатальный носовой согласный, распространённый в европейских языках. В испанском обозначается буквой ñ, во французском и итальянском gn, или в каталанском, в венгерском и луганде ny, в польском ń, в окситанском и португальском nh. | [J]   |
| [ŋ] | звонкий велярный носовой согласный, в английском записывается диграфом ng. | [N]   |
| [ɴ] | звонкий увулярный носовой согласный | [N\]  |

## Примеры языков, содержащих носовые согласные
Русский язык имеет носовые согласные [m] и [n].
Английский, немецкий и юэ имеют звуки [m], [n] и [ŋ]. В тамильском есть различные буквы для звуков [m], [n̪], [n], [ɳ], [ɲ] и [ŋ] (ம,ந,ன,ண,ஞ,ங).
Каталанский, окситанский, испанский и итальянский языки имеют фонемы [m], [n], [ɲ] и [ɱ], а также [ŋ] в качестве аллофонов.